# Seznam kamenů zmizelých v Karlíně

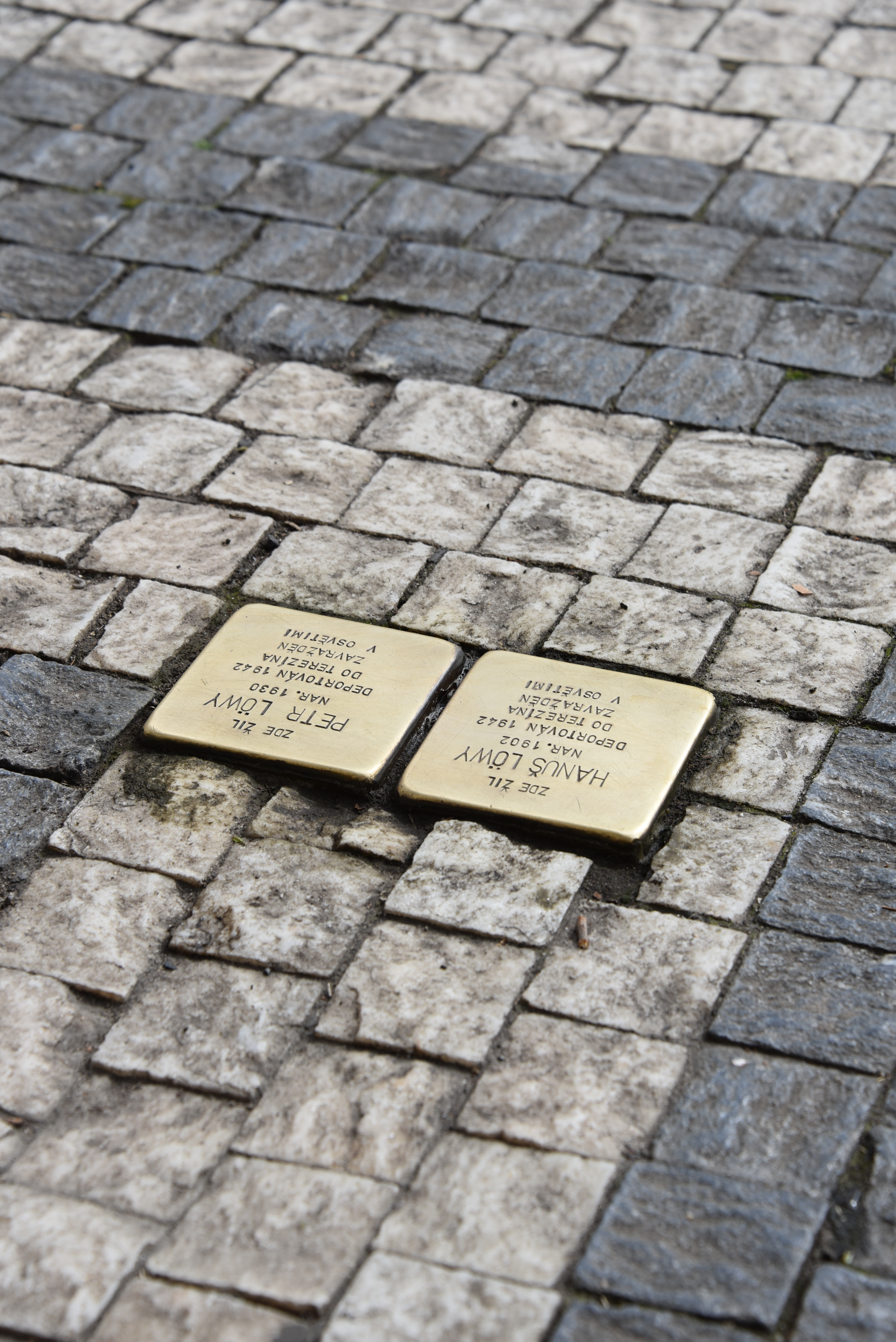
Stolperstein pro Hanuse a Petra Löwyho v Praze-Karlíně

Seznam kamenů zmizelých v Karlíně obsahuje pamětní kameny obětem nacismu v Karlíně (městská čtvrť Prahy). Jsou součástí celoevropského projektu Stolpersteine německého umělce Guntera Demniga. Kameny zmizelých jsou věnovány osudu těch, kteří byli nacisty deportováni, vyhnáni, zavražděni nebo spáchali sebevraždu.
Kameny zmizelých se zpravidla nacházejí před posledním místem pobytu obětí. První instalace v Praze se uskutečnila 8. října 2008.

## Stolpersteine
V Karlíně se nacházejí tyto kameny zmizelých:
| Obrázek | Nápis | Bydliště                         | Jméno, život                       |
| ------- | --- | -------------------------------- | ---------------------------------- |
|         | ZDE ŽIL FRANTIŠEK GROSS NAR. 1892 DEPORTOVÁN 1942 DO TEREZÍNA 1944 DO OSVĚTIMI ZAVRAŽDĚN                       | Praha-Karlín, Vítkova 439/21     | Ing. František Gross               |
|         | ZDE ŽIL PAVEL GROSS NAR. 1930 DEPORTOVÁN 1942 DO TEREZÍNA 1944 DO OSVĚTIMI ZAVRAŽDĚN                           | Praha-Karlín, Vítkova 439/21     | Pavel Gross                        |
|         | ZDE ŽILA EVA HELLEROVÁ NAR. 1938 DEPORTOVÁNA 1942 DO TEREZÍNA ZAVRAŽDĚNA V OSVĚTIMI                            | Praha-Karlín, Brezinova 5        | Eva Hellerová                      |
|         | ZDE ŽILA OLGA HELLEROVÁ NAR. 1914 DEPORTOVÁNA 1942 DO TEREZÍNA ZAVRAŽDĚNA V OSVĚTIMI                           | Praha-Karlín, Brezinova 5        | Olga Hellerová                     |
|         | ZDE BYDLELA HANA HOJTAŠOVÁ NAR. 1932 DEPORTOVÁNA 1942 DO TEREZÍNA ZAVRAŽDĚNA                                   | Praha-Karlín, Křižíkova 254/5    | Hana Hojtašová                     |
|         | ZDE ŽIL ARNOŠT HÜBSCH NAR. 1905 DEPORTOVÁN 1942 DO TEREZÍNA 1942 DO TRAWNIK ZAVRAŽDĚN 8.8.1942 V MAJDANKU      | Praha-Karlín, Vítkova 333/36     | Arnošt Hübsch                      |
|         | ZDE ŽIL JOSEF KRAUS NAR. 1876 DEPORTOVÁN 1942 DO TEREZÍNA 1942 DO TREBLINKY ZAVRAŽDĚN                          | Praha-Karlín, Sokolovská 30/59   | Josef Kraus                        |
|         | ZDE ŽILA EMMA KRAUSOVÁ NAR. 1875 DEPORTOVÁNA 1942 DO TEREZÍNA 1942 DO TREBLINKY ZAVRAŽDĚNA                     | Praha-Karlín, Sokolovská 30/59   | Emma Krausová                      |
|         | ZDE ŽIL HANUŠ LÖWY NAR. 1902 DEPORTOVÁN 1942 DO TEREZÍNA ZAVRAŽDĚN V OSVĚTIMI                                  | Praha-Karlín, Sokolovská 40/57   | Hanuš Löwy                         |
|         | ZDE ŽIL PETR LÖWY NAR. 1930 DEPORTOVÁN 1942 DO TEREZÍNA ZAVRAŽDĚN V OSVĚTIMI                                   | Praha-Karlín, Sokolovská 40/57   | Petr Löwy                          |
|         | ZDE ŽIL VIKTOR PICK NAR. 1893 DEPORTOVÁN 1943 DO TEREZÍNA 1944 DO OSVĚTIMI ZAVRAŽDĚN                           | Praha-Karlín, Jirsíkova 540/4    | Viktor Pick                        |
|         | ZDE BYDLEL DR. FELIX J. PORGES NAR. 1913 DEPORTOVÁN 1941 DO TEREZÍNA AUTOR KABARETU SMĚJTE SE S NÁMI OSVOBOZEN | Praha-Karlín, Florenc            | Felix J. Porges                    |
|         | ZDE ŽIL DAVID SÜSSMANN NAR. 1893 DEPORTOVÁN 1942 DO TEREZÍNA ZAVRAŽDĚN 1944 V OSVĚTIMI                         | Praha-Karlín, Sokolovská 449/128 | David Süssmann                     |
|         | ZDE ŽILA MARKETÁ SÜSSMANNOVÁ NAR. 1900 DEPORTOVÁNA 1942 DO TEREZÍNA ZAVRAŽDĚNA 1944                            | Praha-Karlín, Sokolovská 449/128 | Markéta Süssmannová roz. Fischlová |
|         | ZDE ŽIL OSKAR WIENER NAR. 1873 DEPORTOVÁN 1942 DO TEREZÍNA ZAVRAŽDĚN 20.4.1944 TAMTÉŽ                          | Praha-Karlín, Sokolovská 75/103  | Oskar Wiener                       |